# Yilgarn Shire
Koordinaten: 31° 13′ S, 119° 19′ O

Das Shire of Yilgarn ist ein lokales Verwaltungsgebiet (LGA) im australischen Bundesstaat Western Australia. Das Gebiet ist 30.720 km² groß und hat etwa 1200 Einwohner (2016).
Yilgarn liegt im westaustralischen „Weizengürtel“ im Südwesten des Staates etwa 340 Kilometer östlich der Hauptstadt Perth. Der Sitz des Shire Councils befindet sich in der Ortschaft Southern Cross, wo etwa 600 Einwohner leben (2016).

## Verwaltung
Der Yilgarn Council hat sieben Mitglieder. Sie werden von allen Bewohnern der LGA gewählt. Yilgarn ist nicht in Bezirke unterteilt. Aus dem Kreis der Councillor rekrutiert sich auch der Ratsvorsitzende und Shire President.